# أدريان جيل
أدريان جيل (بالإنجليزية: Adrian Gill)‏ هو عالم أرصاد بريطاني، ولد في 22 فبراير 1937، وتوفي في 19 أبريل 1986.